# 황색의 그리스도
《황색의 그리스도》(프랑스어: Le Christ jaune, 영어: The Yellow Christ)는 프랑스의 화가 폴 고갱이 1889년 퐁타벤에서 그린 그림이다. 폴 고갱의 다른 그림인 《녹색의 그리스도》와 함께 상징주의 미술을 대표하는 그림 중 하나이다.
고갱은 1886년에 처음으로 프랑스 피니스테르주의 퐁타벤을 방문했다. 그는 1888년 초에 퐁타벤으로 돌아와 10월 중순까지 머물다가 아를에서 빈센트 반 고흐와 합류하기 위해 떠났는데, 그 기간은 두 달 남짓이었다. 1889년 초, 고갱은 퐁타벤으로 돌아와 1890년 봄까지 퐁타벤에서 보냈다. 고갱은 1889년 여름에 파리를 잠깐 방문하여 만국박람회를 관람하고 볼피니 전시회를 준비했을 때 외에는 퐁타벤을 떠난 적이 없었다. 고갱은 파리에서 퐁타벤으로 돌아온 직후 《황색의 그리스도》를 그렸다.
이 그림은 19세기 프랑스 북부에서 브르타뉴 여인들이 모여 기도하는 가운데 예수 그리스도의 십자가형이 일어나고 있음을 보여주는 상징적인 작품이다. 고갱은 작품 속 인물들을 굵은 선을 사용해 묘사했으며 여성에게만 음영을 따로 지정했다. 또한 배경 속 노란색, 빨간색, 녹색의 가을 풍경 색상은 노란 색상의 예수 그리스도를 상기시켜주며 이 그림의 대담한 윤곽선과 평면성은 전형적인 칠보주의 양식을 보여준다.
연필로 그린 《황색의 그리스도》의 습작은 티센보르네미사 미술관에 보관되어 있으며, 수채화 버전은 엘리자베스 F. 채프먼이 선물한 시카고 미술관 컬렉션에 소장되어 있다.

## 갤러리
- 퐁타벤 인근 트레말로 교회에 걸려 있는 노란 예수 목재 조각상, 189 x 133 cm
- 《황색의 그리스도가 있는 자화상》(Self-portrait with the Yellow Christ, 프랑스어: Autoportrait au Christ jaune), 폴 고갱, 1890–1891, 캔버스에 유채, 38 x 46 cm, 파리 오르세 미술관